# پیره‌کشکول
پیره‌کشکول (به ترکی آذربایجانی: Pirəkəşkül) یک منطقهٔ مسکونی در جمهوری آذربایجان است که در شهرستان آب‌شوران واقع شده‌است.